# Dsunduin Changal
Dsunduin Changal (auch: Zunduin Khangal, mongolisch Зундуйн Хангал; * 27. April 1948 in Ulaanbaatar, Mongolische Volksrepublik; † 1996) war ein mongolischer Komponist klassischer („europäischer“) Musik.
Er besuchte zwischen 1968 und 1970 die Musikschule in Almaty. Zwischen 1970 und 1976 studierte er am Konservatorium von Swerdlowsk in der Sowjetunion.
In der Tradition sowjetischer Musik stehend, erhielt er den mongolischen Staatspreis für sein Streichquartett (1972), für sein Violinkonzert (1974) und für seine Ballettmusik Ėrdėnėsijn Uul (Эрдэнэсийн Уул ‚Berg der Schätze‘) (1982). 2000 wurde ihm postum nochmal der mongolische Staatspreis verliehen. Er komponierte die Filmmusik für ca. 20 Filme.